# Зезель, Питер
Пи́тер Зе́зель (англ. Peter Zezel, серб. Petar Žeželj или Петар Жежељ; 22 апреля 1965, Скарборо, Онтарио, Канада — 26 мая 2009, Торонто, Онтарио, Канада) — бывший канадский хоккеист сербского происхождения, нападающий. Зезель провел в НХЛ 15 сезонов с 1984 по 1999 годы.

## Биография

### Игровая карьера
Питер Зезель был выбран на драфте 1983 года клубом НХЛ «Филадельфия Флайерз» под общим 41-м номером. Зезель начинал свою карьеру в НХЛ как атакующий игрок, забросив достаточно много шайб в течение первых восьми сезонов. Вторую половину карьеры он провел в основном как игрок, тяготеющий к обороне и отличающийся умением выигрывать вбрасывания.
Зезель вошёл в состав «Филадельфии» в сезоне 1984-85 в возрасте 19 лет, сразу же совершив прорыв: он набрал 61 очко, что стало 5-м показателем для новичков, и сделал 46 результативных передач, установив рекорд для новичков «Филадельфии». Он стал частью молодой команды «Флайерз» (8 игроков основного состава младше 22 лет, и только один Марк Хоу старше 27-ми), удивившей хоккейный мир тем, что смогла дойти до финала Кубка Стэнли, где проиграла «Эдмонтон Ойлерз». Тренером «Филадельфии» в то время был Майк Кинэн, оказавший на Зезеля как игрока наибольшее влияние и ещё не раз пересекавшийся с ним в течение его карьеры.
В своём втором по счету сезоне Зезель смог набрать 54 очка. После этого последовал его статистически лучший сезон 1986-87, в котором он смог забросить 33 шайбы и набрать 72 очка (оба показателя — лучшие в карьере), несмотря на пропуск 9 матчей из-за травмы, продолжая поражать своей зрелой всесторонней игрой. Той весной, набрав 13 очков в плей-офф, он снова помог «Флайерз» добраться до финала Кубка Стэнли, где они снова уступили «Эдмонтону».
По ходу сезона 1988-89 «Флайерз» обменяли Зезеля в «Сент-Луис Блюз» на Майка Балларда. В составе «Блюз» Зезель отлично закончил сезон: набрал 70 очков, сделал 49 голевых передач (лучший результат в карьере). В плей-офф он смог забросить 6 шайб и набрать 12 очков в 10 матчах, что стало лучшим показателем среди игроков «Сент-Луиса». Сезон 1989-90 также получился хорошим: 25 голов и 72 очка (повторение лучшего показателя в карьере по количеству очков).
В 1990 году «Сент-Луис» обменял Зезеля в «Вашингтон Кэпиталс» на Джеффа Куртнолла. Его пребывание в «Вашингтоне» был коротким: он успел провести за команду всего 20 матчей, после чего был обменян в свою домашнюю команду — «Торонто Мейпл Лифс» — на Эла Айэфрейти. Из-за травмы он закончил сезон 1990-91 с 40 очками в 52 сыгранных матчах. Следующий сезон также вышел неполным: ещё одна травма, и 49 очков в 64 матчах.
В 1992 году в «Торонто» в качестве нового тренера был приглашен Пэт Бёрнс. Этот факт стал поворотной точкой в карьере Зезеля. До этого Зезель проводил много игрового времени в атаке, но Бёрнс, известный своим уклоном в сторону оборонительного хоккея, использовал Зезеля почти всегда только в силовом звене, что безусловно сказалось на его результативности. Вдобавок, его продолжали преследовать травмы. Он пропустил половину сезона 1993-94 из-за продолжающихся проблем со спиной, беспокоивших его на протяжении нескольких последних лет. Несмотря на это, когда Зезель был здоров, он по-прежнему приносил команде много пользы и помог ей дойти до финала Западной Конференции два раза подряд, в 1993 и 1994 годах. Ему также удалось забросить победную шайбу в овертайме первой игры финала Конференции в 1994 году.
Летом 1994 года Зезель был отдан в «Даллас Старз» в качестве компенсации за Майка Крейга, которого «Торонто» получил как свободного агента. Его единственный сезон за «Даллас» был омрачен травмой колена, из-за которой он смог сыграть всего 30 матчей и набрать 11 очков. Перед сезоном 1995-96 Зезель вернулся в «Сент-Луис» к своему старому тренеру Майку Кинэну.
После обмена в «Нью-Джерси Дэвилз» в 1997 году карьера Зезеля достигла низшей точки по ходу сезона 1997-98, когда он впервые в карьере был отправлен в фарм-клуб. Он неплохо выступил в клубе АХЛ «Олбани Ривер Рэтс», набрав 50 очков в 35 матчах. Кинэн, возглавивший «Ванкувер Кэнакс», пригласил Зезеля к себе, за что Питер отблагодарил тренера заброшенной шайбой в первой же игровой смене за новую команду. Он был переведен в атакующее звено, в котором его партнёром стал Александр Могильный. В 25 матчах Зезель набрал 17 очков.
Карьера Зезеля внезапно закончилась ближе к концу сезона 1998-99, незадолго до окончания периода обменов. Двухлетняя племянница Питера Джиллиан неизлечимо заболела раком в Торонто, и Зезель попросил руководство «Кэнакс» (которые в тот момент были очень далеки от зоны плей-офф) обменять его в команду Восточной Конференции, чтобы быть ближе к своей семье в этот трудный для них период. Вместо этого генеральный менеджер «Ванкувера» Брайан Бурк обменял Зезеля в «Майти Дакс оф Анахайм», самую дальнюю от Торонто команду в НХЛ. Зезель отказался ехать в Анахайм, принял решение завершить карьеру и вернулся домой. На Бурка и руководство «Кэнакс» обрушилась критика со стороны СМИ и общественности, сочувствовавших Зезелю в его непростой жизненной ситуации.
Он завершил карьеру, имея на счету 873 матча, 219 голов, 389 голевых передач и 608 очков.

### Помимо хоккея
В юношестве Зезель подавал большие надежды как футболист, проведя несколько матчей за молодёжную сборную Канады (до 21 года). В начале своей хоккейной карьеры в межсезонье он продолжал играть в футбол. Зезель был задрафтован клубом Североамериканской футбольной лиги «Торонто Близзард», но так и не провел в Североамериканской футбольной лиге ни одного матча. Зезель также в течение короткого периода времени играл за клуб Канадской футбольной лиги «Норт Йорк Рокетс».
Зезель сыграл небольшую роль в фильме 1986 года «Молодая кровь».
В 1998 году Зезель открыл в Этобико, Онтарио «Хоккейные и спортивные лагеря Питера Зезеля». В лагерях дети и подростки от 5 до 14 лет обучаются играм в хоккей и футбол.

### Болезнь и смерть
В октябре 2001 года Зезель был на грани жизни и смерти от редкого заболевания крови (от которого он в итоге скончался) — гемолитической анемии. Ему удалось поправиться, но в 2009 году его состояние ухудшилось. Он прошёл курс химиотерапии, и ему удалили селезёнку. Вскоре после операции спленэктомии Зезель начал жаловаться на сильные головные боли. Примерно через 12 часов ему была проведена повторная операция, в ходе которой врачи обнаружили кровоизлияние в мозг. Он медленно впадал в кому, и после того, как его органы начали отказывать, был переведен на искусственное поддержание жизни.
Будучи по натуре щедрым человеком, Зезель хотел донировать свои органы. В связи с этим его семья приняла решение прекратить искусственное поддержание жизни, чтобы сохранить органы.
Питер Зезель умер 26 мая 2009 года. Похороны прошли в Сербской Православной церкви Св. Саввы в Миссиссоге, Онтарио. Зезель никогда не был женат и не имел детей.

### Статистика
| 1982–83     | Торонто Мальбороз   | OHL         | 66  | 35  | 39  | 74  | 28  | 4   | 2  | 4  | 6  | 0  |
| 1983–84     | Торонто Мальбороз   | OHL         | 68  | 47  | 86  | 133 | 31  | 9   | 7  | 5  | 12 | 4  |
| 1984–85     | Филадельфия Флайерз | НХЛ         | 65  | 15  | 46  | 61  | 26  | 19  | 1  | 8  | 9  | 28 |
| 1985–86     | Филадельфия Флайерз | НХЛ         | 79  | 17  | 37  | 54  | 76  | 5   | 3  | 1  | 4  | 4  |
| 1986–87     | Филадельфия Флайерз | НХЛ         | 71  | 33  | 39  | 72  | 71  | 25  | 3  | 10 | 13 | 10 |
| 1987–88     | Филадельфия Флайерз | НХЛ         | 69  | 22  | 35  | 57  | 42  | 7   | 3  | 2  | 5  | 7  |
| 1988–89     | Филадельфия Флайерз | НХЛ         | 26  | 4   | 13  | 17  | 15  | —   | —  | —  | —  | —  |
| 1988–89     | Сент-Луис Блюз      | НХЛ         | 52  | 17  | 36  | 53  | 27  | 10  | 6  | 6  | 12 | 4  |
| 1989–90     | Сент-Луис Блюз      | НХЛ         | 73  | 25  | 47  | 72  | 30  | 12  | 1  | 7  | 8  | 4  |
| 1990–91     | Вашингтон Кэпиталс  | НХЛ         | 20  | 7   | 5   | 12  | 10  | —   | —  | —  | —  | —  |
| 1990–91     | Торонто Мейпл Лифс  | НХЛ         | 32  | 14  | 14  | 28  | 4   | —   | —  | —  | —  | —  |
| 1991–92     | Торонто Мейпл Лифс  | НХЛ         | 64  | 16  | 33  | 49  | 26  | —   | —  | —  | —  | —  |
| 1992–93     | Торонто Мейпл Лифс  | НХЛ         | 70  | 12  | 23  | 35  | 24  | 20  | 2  | 1  | 3  | 6  |
| 1993–94     | Торонто Мейпл Лифс  | НХЛ         | 41  | 8   | 8   | 16  | 19  | 18  | 2  | 4  | 6  | 8  |
| 1994–95     | Каламазу Уингз      | IHL         | 2   | 0   | 0   | 0   | 0   | —   | —  | —  | —  | —  |
| 1994–95     | Даллас Старз        | НХЛ         | 30  | 6   | 5   | 11  | 19  | 3   | 1  | 0  | 1  | 0  |
| 1995–96     | Сент-Луис Блюз      | НХЛ         | 57  | 8   | 13  | 21  | 12  | 10  | 3  | 0  | 3  | 2  |
| 1996–97     | Сент-Луис Блюз      | НХЛ         | 35  | 4   | 9   | 13  | 12  | —   | —  | —  | —  | —  |
| 1996–97     | Нью-Джерси Дэвилз   | НХЛ         | 18  | 0   | 3   | 3   | 4   | 2   | 0  | 0  | 0  | 10 |
| 1997–98     | Олбани Ривер Рэтс   | АХЛ         | 35  | 13  | 37  | 50  | 18  | —   | —  | —  | —  | —  |
| 1997–98     | Нью-Джерси Дэвилз   | НХЛ         | 5   | 0   | 3   | 3   | 0   | —   | —  | —  | —  | —  |
| 1997–98     | Ванкувер Кэнакс     | НХЛ         | 25  | 5   | 12  | 17  | 2   | —   | —  | —  | —  | —  |
| 1998–99     | Ванкувер Кэнакс     | НХЛ         | 41  | 6   | 8   | 14  | 16  | —   | —  | —  | —  | —  |
| 2002–03     | Кэмбридж Хорнетс    | OHASr       | 8   | 5   | 4   | 9   | 0   | —   | —  | —  | —  | —  |
| 2003–04     | Кэмбридж Хорнетс    | OHASr       | 18  | 7   | 17  | 24  | 16  | —   | —  | —  | —  | —  |
| 2004–05     | Кэмбридж Хорнетс    | OHASr       | 4   | 0   | 6   | 6   | 2   | —   | —  | —  | —  | —  |
| Всего в НХЛ | Всего в НХЛ         | Всего в НХЛ | 873 | 219 | 389 | 608 | 435 | 131 | 25 | 39 | 64 | 83 |